# Srdjan Djekanović
Srdjan Djekanović (* 8. Januar 1983 in Belgrad, SFR Jugoslawien) ist ein ehemaliger kanadischer Fußballtorhüter und heutiger Trainer, sowie Spieleragent.

## Karriere

### Verein
Während seiner aktiven Fußballkarriere spielte er für den FK Zemun, den FK Radnički Obrenovac, FK Železničar Beograd, die Vancouver Whitecaps, die Vancouver Thunderbirds, den Toronto FC und für Montreal Impact.

### Nationalmannschaft
In der Saison 2003/2004 kam er zu drei Länderspielen für die kanadische U-20-Nationalmannschaft.

### Trainer
Seit 2011 ist Djekanovic Inhaber und Cheftrainer der Primo Sports Soccer Academy, zuvor war er Co- und Torwarttrainer der UBC Thunderbirds an der University of British Columbia. Seit 2012 trainiert er zudem die U-17 des HPL-Teams (High Performance League) Fusion FC in Vancouver.

## Privates
Seit seinem Karriereende arbeitet er Hauptberuflich als Spieleragent für Associated Sports Management (ASM).

## Titel und Erfolge
Vancouver Whitecaps
- United Soccer Leagues 2006

Montreal Impact
- United Soccer Leagues 2009

UBC Thunderbirds
- Meister der CIS: 2005, 2007